# 城巴E23線

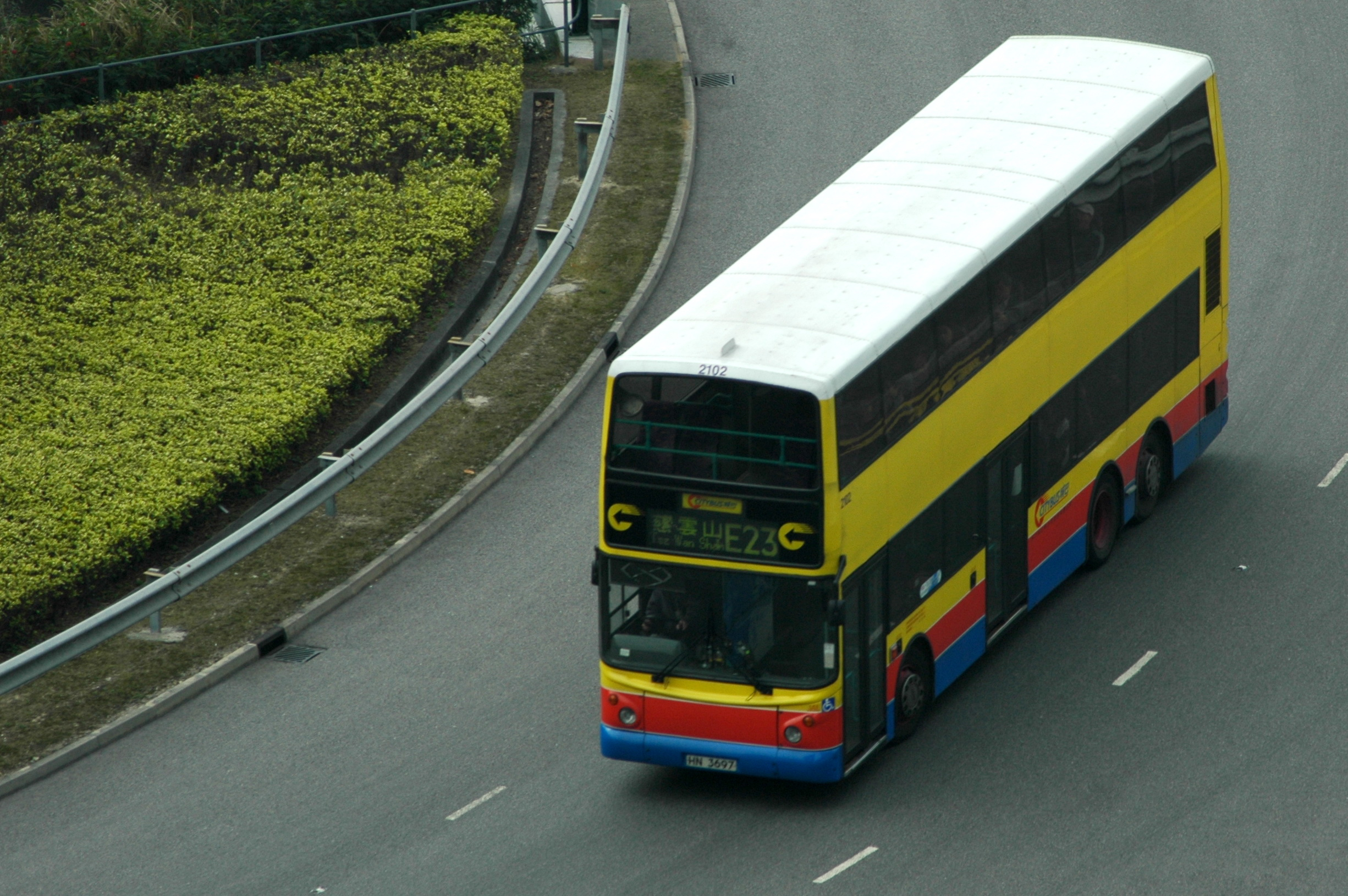
一輛城巴E23線駛經東涌東交匯處

城巴E23線是香港的一條巴士路線，來往慈雲山（南）及機場（地面運輸中心），途經黃大仙、鑽石山、九龍城、馬頭圍、土瓜灣、紅磡、佐敦、青嶼幹線、東涌市中心、機場後勤區、國泰城及機場客運大樓，只在每日上午慈雲山（南）往機場（地面運輸中心），以及每日下午由機場（地面運輸中心）往慈雲山（南）。本線是慈雲山首條來往新界區的日間專營巴士路線，以及城巴首條服務慈雲山的日間專營巴士路線。
城巴E23A線是E23線的特別班次，走線跟E23線相似，唯來回繞經東涌北，只在每日上午由機場（地面運輸中心）往慈雲山（南），以及每日下午由慈雲山（南）往機場（地面運輸中心）。
在芸芸城巴大嶼山北部對外路線中，只有E23與輔助路線E23A以機場（地面運輸中心）為總站。

## 歷史
- 1998年7月6日：配合赤鱲角香港國際機場啟用，本線投入服務，初時來往藍田（北）及機場地面運輸中心，途經麗港城、觀塘道、太子道東、馬頭涌道、紅磡、黃埔花園，方便居住於接近舊啟德機場的麗港城的空中服務員往來機場上班，同時令觀塘區居民不需乘搭昂貴的A22，及方便紅磡區及黃埔花園居民往來機場。雖然本路線特別途經太子道東避開與E22在九龍城重疊，而E22在與本路線重疊的途經地段是以反方向行走，在市區相遇的地方分站都在不同位置，但分站距離不遠，仍然出現重疊，加上新機場啟用以來，很多往機場的路線都出現客量不足問題，本路線的行經路線非常迂迴，一程車即使行車暢順也動輒要一小時半至兩小時。
- 1998年7月11日：由機場開出後直接駛往機場路前往國泰城，不經暢達路（富豪機場酒店）。
- 1999年4月25日：總站由藍田（北）縮短至彩虹邨，彩虹至藍田一段改由E22線提供服務，以減少重疊及更有效地運用資源。
- 1999年9月19日：為行車更直接，往機場方向，改由紅磡道取道公主道連接路駛入加士居道。
- 2001年12月17日：輔助線E23P投入服務，單程由彩虹邨至機場（地面運輸中心），改經國泰城及港龍中航大廈，不經東涌及機場貨運區，只開星期一至五0715一班。
- 2003年1月20日：E23P改經木廠街及土瓜灣道。
- 2009年1月5日：E23總站由彩虹邨延長至慈雲山（南），路線來回程不再服務彩虹邨巴士總站，改為祇在往機場方向繞經彩虹臨時巴士總站（四美街分站），E23P則取消服務。
- 2009年12月20日：昂船洲大橋通車，即提供另一個到達機場的選擇，但由慈雲山開出，現時仍要走完整條西九龍快速公路，途經青葵公路、長青隧道，再連接青嶼幹線到達機場，而不是一出長沙灣即駛上昂船洲大橋，再接駁至青馬大橋到達機場[2]。
- 2012年7月1日：往機場（地面運輸中心）方向不再繞經彩虹臨時巴士總站。
- 2017年3月30日：下午2時30分起，往機場方向改經暢航路橋底一段暢達路前往「富豪機場酒店」分站，並取消「四號停車場」分站，以配合政府貴賓室停車場外的一段暢達路封閉作機場客運大樓擴建工程[3][4]。
- 2017年12月15日：增設實時抵站時間查詢服務[5]。
- 2018年12月16日：E23A開辦，來回繞經東涌北，在每日上午由機場往慈雲山及下午由慈雲山往機場；E23改為只在每日上午由慈雲山往機場及下午由機場往慈雲山；往慈雲山方向加設「柯士甸站」分站[6]。
- 2019年8月3日：隨著彩虹道遊樂場附近道路工程完成，該路線往太子道東方向恢復停「彩虹道遊樂場」站，不停「衍慶街」站[7]。

## 服務時間及班次
E23(A)
| 慈雲山（南）開   | 慈雲山（南）開      | 慈雲山（南）開      | 機場（地面運輸中心）開 | 機場（地面運輸中心）開 | 機場（地面運輸中心）開 |
| 日期             | 服務時間            | 班次（分鐘）        | 日期                   | 開出時間               | 班次（分鐘）           |
| ---------------- | ------------------- | ------------------- | ---------------------- | ---------------------- | ---------------------- |
| 星期一至五       | 05:25-05:55         | 15                  | 星期一至五             | 05:30-07:00            | 30                     |
| 星期一至五       | 05:55-06:20         | 12/13               | 星期一至五             | 07:00-13:00            | 20                     |
| 星期一至五       | 06:40、06:55、07:10 | 06:40、06:55、07:10 | 星期一至五             | 13:20-19:00            | 20                     |
| 星期一至五       | 07:30-13:00         | 30                  | 星期一至五             | 19:00-00:00            | 30                     |
| 星期一至五       | 13:30-17:00         | 30                  |                        |                        |                        |
| 星期一至五       | 17:00-20:00         | 20                  |                        |                        |                        |
| 星期一至五       | 20:00-00:00         | 30                  |                        |                        |                        |
| 星期六           | 05:25-07:05         | 20                  | 星期六                 | 05:30-13:00            | 30                     |
| 星期六           | 07:05-07:30         | 25                  | 星期六                 | 13:30-17:00            | 30                     |
| 星期六           | 07:30-13:00         | 30                  | 星期六                 | 17:00-18:00            | 20                     |
| 星期六           | 13:30-00:00         | 30                  | 星期六                 | 18:00-00:00            | 30                     |
| 星期日及公眾假期 | 05:25-06:05         | 20                  | 星期日及公眾假期       | 05:30-13:00            | 30                     |
| 星期日及公眾假期 | 06:05-06:30         | 25                  | 星期日及公眾假期       | 13:30-00:00            | 30                     |
| 星期日及公眾假期 | 06:30-13:00         | 30                  |                        |                        |                        |
| 星期日及公眾假期 | 13:30-00:00         | 30                  |                        |                        |                        |

- 藍字班次由E23A線提供服務

## 收費
E23(A)
全程：$18.6
- 九龍佑寧堂往機場／青嶼幹線巴士轉乘站往慈雲山（南）：$14.5
- 青嶼幹線巴士轉乘站往機場：$8.3
- 東涌消防局（E23）／海堤灣畔（E23A）往機場：$4.2
- 柯士甸站往慈雲山（南）：$5.0

| - 本線設有12歲以下小童及65歲或以上長者半價優惠。 - 65歲或以上香港居民使用「樂悠咭」，以及12歲以下合資格殘疾兒童使用「殘疾人士身份」個人八達通繳付車資，均可享有每程$2.0或半價（以較低者為準）的票價優惠；12至64歲合資格殘疾人士使用「殘疾人士身份」個人八達通（包括「樂悠咭」），以及60至64歲香港居民使用「樂悠咭」繳付車資，均可享有每程$2.0或全費（以較低者為準）的票價優惠。 - 65歲或以上長者如使用長者或一般個人八達通繳付車資，則只可享有半價優惠；12至64歲合資格殘疾人士如不使用「殘疾人士身份」個人八達通，以及60至64歲人士如不使用「樂悠咭」繳付車資，必須繳付全費。 - 乘客可以現金或八達通於上車時付款，不設找續。 - 每位成人乘客可免費攜帶最多兩名4歲以下而不佔座位的兒童乘客乘車，超額之4歲以下小童必須繳付小童車費乘車。 - 九龍巴士、城巴及龍運巴士全職員工及家屬（不包括外判職員）可免費乘搭本路線，惟必須拍職員或職員家屬八達通。 - 乘客亦可使用AlipayHK「易乘碼」、支付寶、 WeChatHK／微信支付「搭車碼」、銀聯雲閃付「乘車碼」及BOC Pay「乘車碼」、具有感應式支付功能的VISA、Mastercard及銀聯卡，以及Apple Pay、Google Pay及Samsung Pay流動支付平台繳付車資。使用此支付方式的乘客可享有中途下車之分段收費，以及與其他城巴獨營路線或聯營線城巴班次之轉乘優惠，惟不適用於與非城巴路線之轉乘優惠。使用此支付方式的乘客亦不能享有「公共交通費用補貼計劃」及「長者及合資格殘疾人士公共交通票價優惠計劃」。 |

### 八達通轉乘優惠
乘客登上本線後指定時間內以同一張八達通卡轉乘以下路線，或從以下路線登車後指定時間內以同一張八達通卡轉乘本線，次程可獲車資折扣優惠：
- E23/E23A往慈雲山 → A10、A11、A12、A21、A22或A29往市區，回贈首程車資，轉乘時限為120分鐘，於青嶼幹線繳費廣場進行轉乘

E23/E23A←→城巴E線
- E23/E23A往機場 → E11、E21、E22或E22A往機場博覽館，次程車資全免，轉乘時限為120分鐘，於機場進行轉乘
- E11、E21、E22或E22A往市區 → E23/E23A往慈雲山，次程車資全免，轉乘時限為60分鐘，於機場（地面運輸中心）巴士總站轉乘
- E23/E23A往機場 → E21A往逸東邨，次程車資全免，轉乘時限為120分鐘，於青嶼幹線巴士轉乘站轉乘
- E21A往逸東邨 → E23/E23A往機場，回贈首程車資，轉乘時限為120分鐘，於青嶼幹線巴士轉乘站轉乘
- E23/E23A往慈雲山 → E21A往何文田，次程車資全免，轉乘時限為120分鐘，於青嶼幹線巴士轉乘站轉乘
- E21A往何文田 → E23/E23A往慈雲山，回贈首程車資，轉乘時限為120分鐘，於青嶼幹線巴士轉乘站轉乘
- E23/E23A往慈雲山 → E22P/E22X往油塘，次程車資全免，轉乘時限為120分鐘，於青嶼幹線巴士轉乘站轉乘
- E22P/E22X往機場博覽館 → E23/E23A往機場，次程車資全免，轉乘時限為120分鐘，於青嶼幹線巴士轉乘站轉乘

E23/E23A←→R8，次程可獲$1折扣優惠，於青嶼幹線巴士轉乘站轉乘
- E23/E23A任何方向 → R8往迪士尼樂園，轉乘時限為120分鐘
- R8往青嶼幹線巴士轉乘站 → E23/E23A任何方向，轉乘時限為60分鐘

E23/E23A←→S52/S52P、龍運巴士E31、新大嶼山巴士37、38/38P
- E23/E23A往機場 → S52/S52P、龍運巴士E31、新大嶼山巴士38/38P往逸東邨或新大嶼山巴士37任何方向，次程可獲$1折扣優惠，轉乘時限為150分鐘
- S52/S52P往飛機維修區、龍運巴士E31往荃灣、新大嶼山巴士38/38P往東涌站或新大嶼山巴士37任何方向 → E23/E23A往慈雲山，次程可獲$1折扣優惠，轉乘時限為90分鐘
- E23/E23A往機場 → S52往飛機維修區，次程可獲$0.5折扣優惠，轉乘時限為150分鐘
- S52往逸東邨 → E23/E23A往慈雲山，次程可獲$0.5折扣優惠，轉乘時限為90分鐘

## 使用車輛
現時本線主要派車為Enviro500 MMC（包括12.8米豪華位6800-6871、12米豪華位8000-8065、12米普通位8507-8536及12.8米普通位6501-6579）。
自開辦以來，比較大比例出現City Flyer機場版客車長期現身此路線，尤其派出配置亞歷山大ALX500的丹尼士三叉戟12米（210X）客車的機率非常高，後來因Enviro500 MMC客車版（80XX）大量出牌而逐漸淡出。城巴機場快線原有的三叉戟客車車隊（21XX）在未屆退役年期前也經常行走此路線，至2015年上半年，城巴最後3部三叉戟客車（車隊編號2117、2131及2143）更是頻密地於此路線出現。有『假flyer』稱號的Enviro500（8205-8207）也幾乎成為此路線的固定用車，行走此路線的機會甚至比行走機場A線更高。2014年至2015年雨傘革命期間，多條城巴機場快線被縮短路程及減班，以及因客量減少而改派客車版猛獅NL262（156X）行走，騰出的雙層巴士車輛被派往此路線，令當時此路線全線用車幾乎都是城巴機場快線車輛，曾經被巴士迷冠名為城巴A23線。

## 行車路線

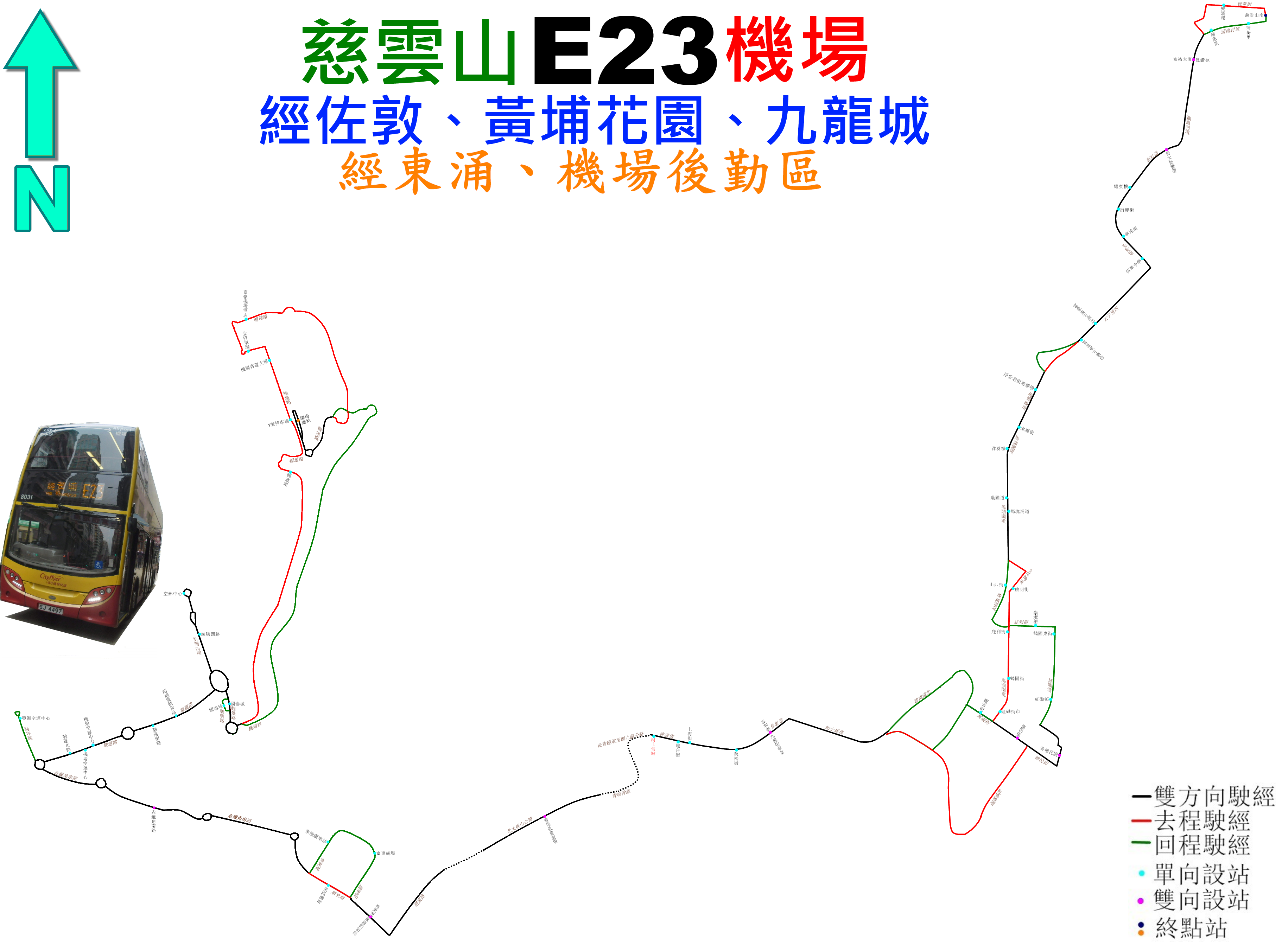
E23線的走線圖

慈雲山（南）開經：毓華街、雲華街、崇華街、蒲崗村道、彩虹道、天橋、太子道東、太子道西、馬頭涌道、馬頭圍道、浙江街、土瓜灣道、馬頭圍道、德民街、德安街、黃埔花園巴士總站、德康街、紅磡道、紅磡繞道、公主道連接路、漆咸道南、加士居道、佐敦道、連翔道、西九龍公路、青葵公路、長青隧道、長青公路、青衣西北交匯處、青嶼幹線、北大嶼山公路、東涌東交匯處、怡東路、東涌海濱路、惠東路、文東路、迎禧路、怡東路、東涌東交匯處、裕東路、順東路、赤鱲角南路、駿運路、駿運路交匯處、航膳西路、駿運路交匯處、觀景路、東岸路、機場路、暢連路、暢達路、機場北交匯處、機場路、機場南交匯處及暢連路。
機場（地面運輸中心）開出經：暢連路、機場南交匯處、機場路、東岸路、觀景路、未命名路、駿明路、觀景路、駿運路交匯處、航膳西路、駿運路交匯處、駿運路、駿坪路、赤鱲角南路、順東路、達東路、順東路、裕東路、東涌東交匯處、怡東路、東涌海濱路、惠東路、文東路、迎禧路、怡東路、東涌東交匯處、北大嶼山公路、青嶼幹線、青衣西北交匯處、長青公路、長青隧道、青葵公路、西九龍公路、連翔道、佐敦道、加士居道天橋、加士居道、漆咸道南、漆咸道北、隧道、機利士南路、蕪湖街、德民街、德安街、黃埔花園巴士總站、德康街、紅磡道、庇利街、新柳街、馬頭圍道、馬頭涌道、太子道西、太子道東、彩虹道及蒲崗村道。
有粗體字之路段只限E23A線途經

### 沿線車站
E23(A)
| 慈雲山（南）開 | 慈雲山（南）開       | 慈雲山（南）開               | 機場（地面運輸中心）開 | 機場（地面運輸中心）開 | 機場（地面運輸中心）開       |
| 序號           | 車站名稱             | 位置                         | 序號                   | 車站名稱               | 位置                         |
| -------------- | -------------------- | ---------------------------- | ---------------------- | ---------------------- | ---------------------------- |
| 1              | 慈雲山（南）         | 慈雲山（南）巴士總站         | 1                      | 機場（地面運輸中心）   | 機場（地面運輸中心）巴士總站 |
| 2              | 慈樂邨樂滿樓         | 毓華街                       | 2                      | 國泰城                 | 駿明路                       |
| 3              | 鳳鑽苑               | 蒲崗村道                     | 3                      | 機場警署               | 航膳西路                     |
| 4              | 黃大仙警署           | 彩虹道                       | 4                      | 駿運南路               | 駿運路                       |
| 5              | 彩虹道遊樂場         | 彩虹道                       | 5                      | 機場空運中心           | 駿運路                       |
| 6              | 寧遠街               | 彩虹道                       | 6                      | 亞洲空運中心           | 駿坪路                       |
| 7              | 富豪東方酒店         | 太子道西                     | 7                      | 赤鱲角南路             | 赤鱲角南路                   |
| 8              | 木廠街               | 馬頭涌道                     | 8                      | 東涌纜車站             | 達東路                       |
| 9              | 馬坑涌道             | 馬頭圍道                     | 9                      | 富東商場               | 達東路                       |
| 10             | 土瓜灣街市           | 馬頭圍道                     | 10                     | 裕東苑                 | 順東路                       |
| 11             | 啟明街               | 土瓜灣道                     | 11*                    | 海堤灣畔               | 惠東路                       |
| 12             | 庇利街               | 馬頭圍道                     | 12*                    | 藍天海岸               | 文東路                       |
| 13             | 鶴園街               | 馬頭圍道                     | 13*                    | 映灣園二期             | 文東路                       |
| 14             | 紅磡街市             | 馬頭圍道                     | 14*                    | 映灣園一期             | 文東路                       |
| 15             | 德民街               | 德民街                       | 15*                    | 迎禧路                 | 迎禧路                       |
| 16             | 黃埔花園             | 黃埔花園公共運輸交匯處       | 16                     | 青嶼幹線巴士轉乘站     | 北大嶼山公路                 |
| 17             | 九龍佑寧堂           | 佐敦道                       | 17                     | 柯士甸站               | 佐敦道                       |
| 18             | 吳松街               | 佐敦道                       | 18                     | 上海街                 | 佐敦道                       |
| 19             | 炮台街               | 佐敦道                       | 19                     | 志和街                 | 佐敦道                       |
| 20             | 柯士甸站             | 佐敦道                       | 20                     | 觀音街                 | 蕪湖街                       |
| 21             | 青嶼幹線巴士轉乘站   | 北大嶼山公路                 | 21                     | 德民街                 | 德民街                       |
| 22*            | 海堤灣畔             | 惠東路                       | 22                     | 黃埔花園               | 黃埔花園公共運輸交匯處       |
| 23*            | 藍天海岸             | 文東路                       | 23                     | 紅磡邨                 | 紅磡道                       |
| 24*            | 映灣園二期           | 文東路                       | 24                     | 鶴園東街               | 紅磡道                       |
| 25*            | 映灣園一期           | 文東路                       | 25                     | 崇潔街                 | 庇利街                       |
| 26*            | 迎禧路               | 迎禧路                       | 26                     | 山西街                 | 漆咸道北                     |
| 27             | 東涌消防局           | 順東路                       | 27                     | 落山道                 | 馬頭圍道                     |
| 28             | 東堤灣畔             | 順東路                       | 28                     | 天光道                 | 馬頭圍道                     |
| 29             | 赤鱲角南路           | 赤鱲角南路                   | 29                     | 馬頭圍邨洋葵樓         | 馬頭圍道                     |
| 30             | 機場空運中心         | 駿運路                       | 30                     | 亞皆老街遊樂場         | 馬頭涌道                     |
| 31             | 香港空運貨站         | 駿運路                       | 31                     | 富豪東方酒店           | 太子道東                     |
| 32             | 空郵中心             | 航膳西路                     | 32                     | 天主教伍華中學         | 彩虹道                       |
| 33             | 國泰城               | 觀景路                       | 33                     | 東頭邨泰東樓           | 彩虹道                       |
| 34             | 國泰城（東）         | 東岸路                       | 34                     | 黃大仙警署             | 彩虹道                       |
| 35             | 二號檢查閘           | 暢連路                       | 35                     | 富祐大廈               | 蒲崗村道                     |
| 36             | 一號停車場           | 暢達路                       | 36                     | 蒲慈里                 | 蒲崗村道                     |
| 37             | 一號客運大樓（北）   | 暢達路                       | 37                     | 蒲蘅里                 | 蒲崗村道                     |
| 38             | 富豪機場酒店         | 暢達路                       | 38                     | 慈雲山（南）           | 慈雲山（南）巴士總站         |
| 39             | 機場（地面運輸中心） | 機場（地面運輸中心）巴士總站 |                        |                        |                              |

- E23線不停有 * 號之車站

## 客量
由於本線行車時間較長，在慈雲山乘搭的人不多，他們寧願選擇乘搭專線小巴去黃大仙站，再轉乘更為快捷的E22、E22A、A26、A28、A29線往返機場及東涌。不過，由於本線只需$5便可由佐敦前往紅磡，黃埔，土瓜灣，新蒲崗，慈雲山（經常有豪華服務），加上九巴3C線比此路線迂迴及昂貴，因此每天有很多乘客於佐敦三站等候本路線。
2018年：E23最繁忙一小時載客率為56%。
2019年6月：E23A上午繁忙時段之客量約為五成。

## 外部連結
- 新巴/城巴官方路線資料 （页面存档备份，存于）
- 城巴E23 - 681巴士總站 （页面存档备份，存于）